# Upplands runinskrifter 372
Upplands runinskrifter 372 är en vikingatida runsten av granit i Ånsta, Skepptuna socken och Sigtuna kommun. 
Runstenen är 1,9 meter hög och runt 1 meter bred. Runhöjden är 8-9 centimeter. Ristningen är grunt huggen och högst svårläst.
Erik Brate har attribuerat den osignerade ristningen till Åsmund Kåresson. Han påpekade att korset har samma form som på U 956 vilken är signerad av Åsmund.

## Inskriften
Translitterering av runraden:
þurstain ' uk þihn ' uk sialfi ' þaim hit kila muþiʀ ' þaiʀ litu rita stain þino| |obtiʀ sihat ' faþur sin ' kuþ hialbi hons| |sal
Normalisering till runsvenska:
Þorstæinn ok Þægn ok Sialfi, þæim het Gilla moðiʀ, þæiʀ letu retta stæin þenna æptiʀ Sighvat, faður sinn. Guð hialpi hans sal.
Översättning till nusvenska:
Torsten och Tägn och Själve, deras moder hette Gilla, de läto uppresa denna sten efter Sigvat, sin fader. Gud hjälpe hans själ.